# All This Time (пісня Стінга)
«All This Time» — сингл Стінга релізу 31 грудня 1990 року з альбому «The Soul Cages».

## Тематика
Лірика посилається на смерть батька виконавця за допомогою метафори — юнака на ім'я Біллі, що хоче поховати батька в морі, а не за традиційними християнськими канонами.
|  | Пісня присвячена смерті мого батька, тому це досить похмурий запис, але в цій пісні депресивні слова доповнює досить весела мелодія. Іноді мені подобається робити подібні речі — поєднувати похмурий сюжет із музикою, що надихає. |

## Композиції
7" single / Cassette
1. «All This Time» — 3:59
2. «I Miss You Kate» — 3:48

12" maxi
1. «All This Time»
2. «King of Pain» (live)

CD maxi
1. «All This Time» — 4:02
2. «I Miss You Kate» — 3:44
3. «King of Pain» (live) — 7:14

## Чарти
| Чарт (1991)                               | Найвища позиція |
| ----------------------------------------- | --------------- |
| Австралія (ARIA)                          | 26              |
| Австрія (Ö3 Austria Top 75)               | 23              |
| Бельгія (Ultratop Flanders)               | 22              |
| Canada Top Singles (RPM)                  | 1               |
| Canada Adult Contemporary (RPM)           | 4               |
| Denmark (IFPI)                            | 10              |
| Europe (Eurochart Hot 100)                | 23              |
| Finland (Suomen virallinen lista)         | 4               |
| Франція (SNEP)                            | 21              |
| Німеччина (Media Control AG)              | 23              |
| Ірландія (IRMA)                           | 13              |
| Italy (Musica e dischi)                   | 8               |
| Нідерланди (Dutch Top 40)                 | 13              |
| Нідерланди (Mega Single Top 100)          | 22              |
| Нова Зеландія (RIANZ)                     | 26              |
| Норвегія (VG-lista)                       | 7               |
| Portugal (AFP)                            | 4               |
| Швейцарія (Media Control AG)              | 18              |
| Велика Британія (Official Charts Company) | 22              |
| США (Billboard Hot 100)                   | 5               |
| США (Adult Contemporary) (Billboard)      | 9               |
| США (Alternative Songs) (Billboard)       | 1               |
| США (Mainstream Rock) (Billboard)         | 1               |
| US AOR (Radio & Records)                  | 1               |
| Zimbabwe (ZIMA)                           | 2               |

| Чарт (1991)                       | Позиція |
| --------------------------------- | ------- |
| Canada Top Singles (RPM)          | 9       |
| Canada Adult Contemporary (RPM)   | 47      |
| Europe (Eurochart Hot 100)        | 96      |
| Germany (Official German Charts)  | 80      |
| Netherlands (Dutch Top 40)        | 128     |
| US Billboard Hot 100              | 92      |
| US Album Rock Tracks (Billboard)  | 16      |
| US Modern Rock Tracks (Billboard) | 18      |
| US Cash Box Top 100               | 48      |